# Isuzu i-Series
La Isuzu i-Series es una camioneta mediana producida por el fabricante estadounidense General Motors en Estados Unidos y Canadá desde 2006 hasta 2008. Junto al Chevrolet Colorado, GMC Canyon y Hummer H3, se fabricó en Louisiana, Estados Unidos. Es prácticamente idéntica a la Chevrolet Colorado y GMC Canyon, que también es una marca del grupo automotriz General Motors. 

## Historia
La Isuzu i-Series reemplazo a la Isuzu Hombre (hecha por GM) en Estados Unidos. Estaba disponible en Cabina Extendida y Doble Cabina. Motor 4 o 5 Cilindros. Automática o Manual 5 velocidades. Tracción 4x2 o 4x4. Las ventas de la i-Series fueron bajas ya que solo 1,377 unidades  fueron vendidas. Se dejó de producir cuando Isuzu se retiró de Estados Unidos en el 2008, fabricándose en su lugar la Hummer H3T.
En el resto del mundo se comercializa la Isuzu D-Max con la que comparte plataforma la Isuzu i-Series.

## i-Series
1. En 2006 estaban disponibles:

- I-280 : 2.8 L L4 Cabina Extendida 4x2
- I-350  :3.5 L L5 Doble Cabina 4x4

2 . En 2007 y 2008 estaban disponibles:
- I-290 : 2.9 L L4 Cabina Extendida 4x2
- I-370  :3.7 L L5 Doble Cabina 4x4

- Isuzu I-370 4wd

## Vehículos que comparten plataforma

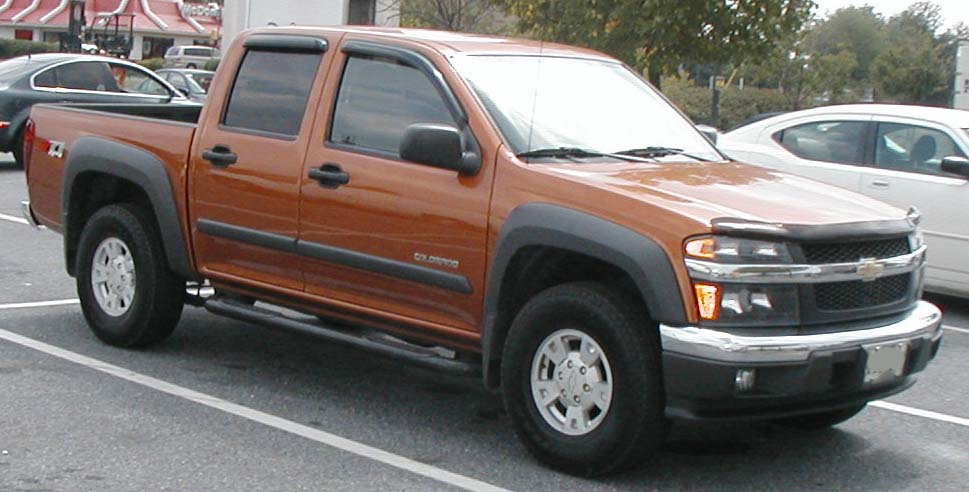
Chevrolet Colorado
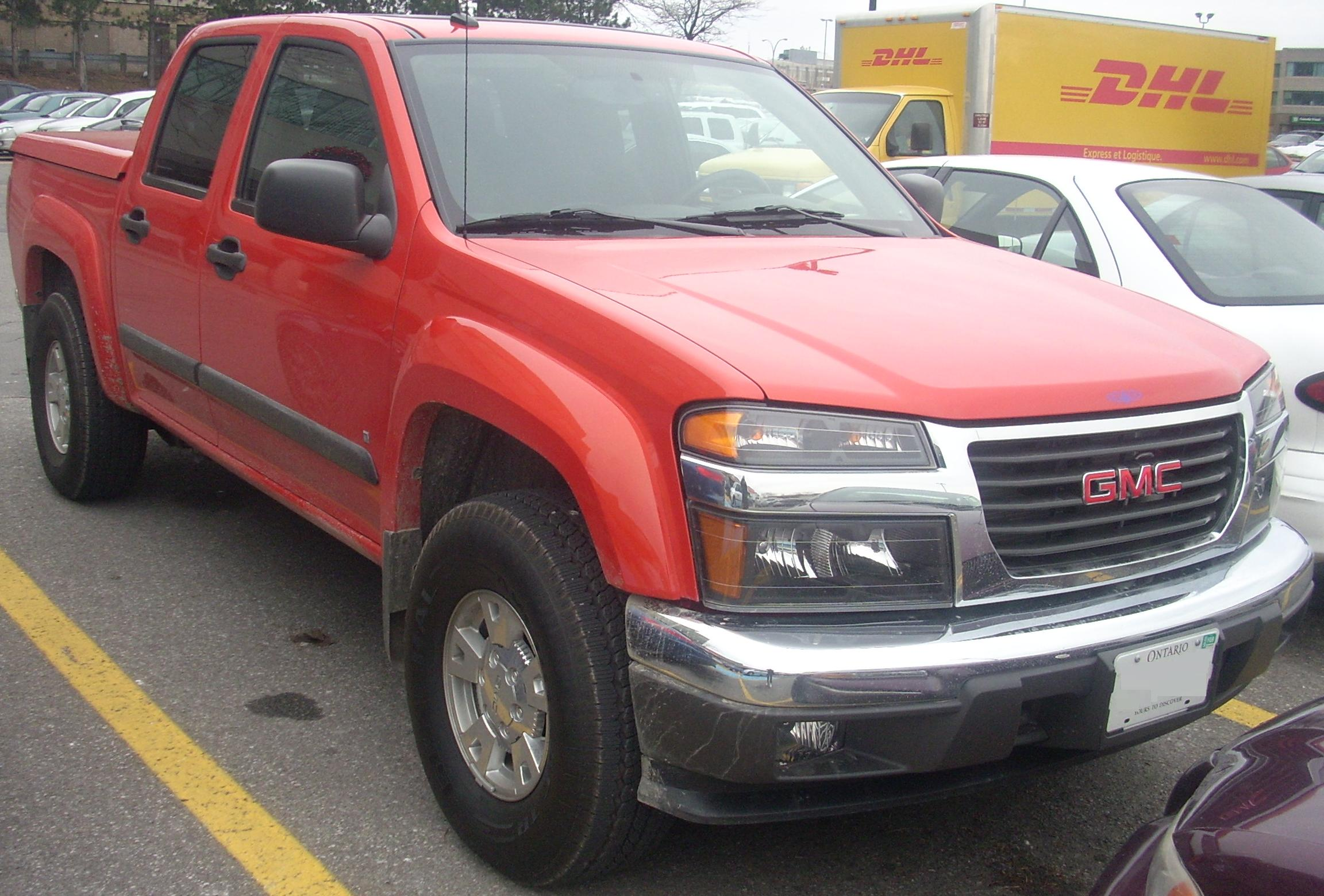
GMC Canyon
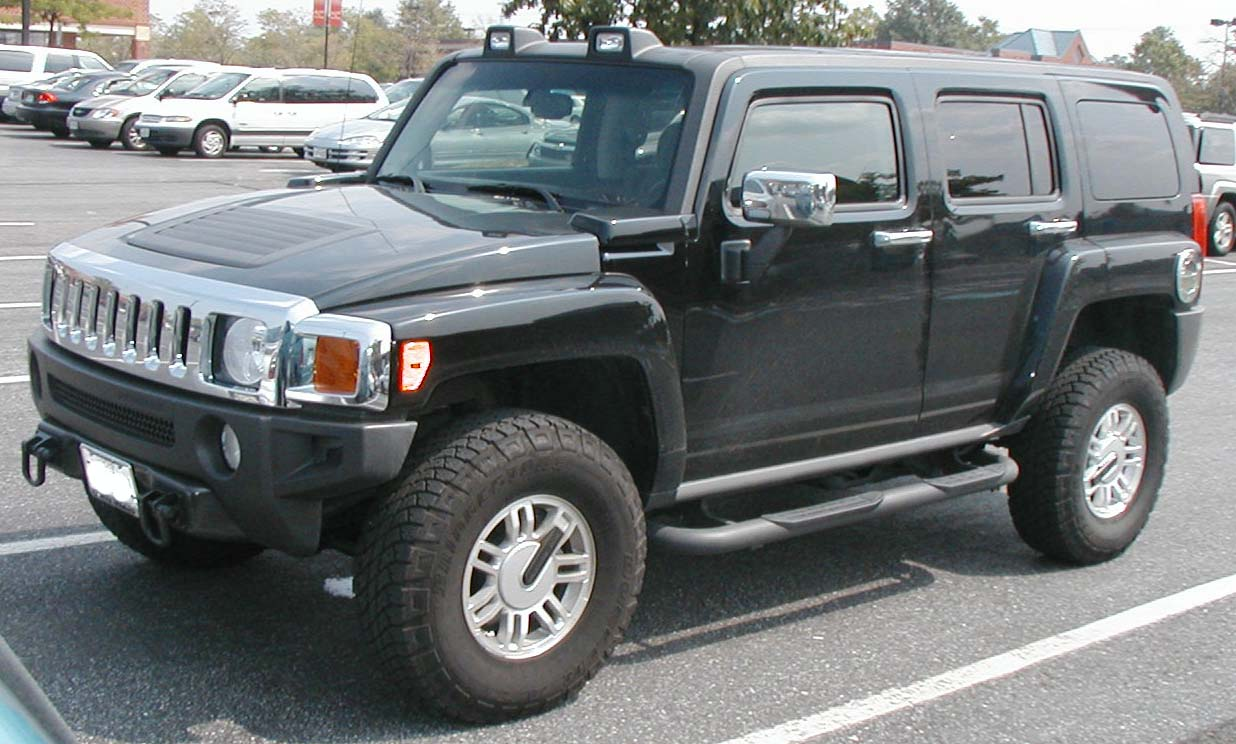
Hummer-H3
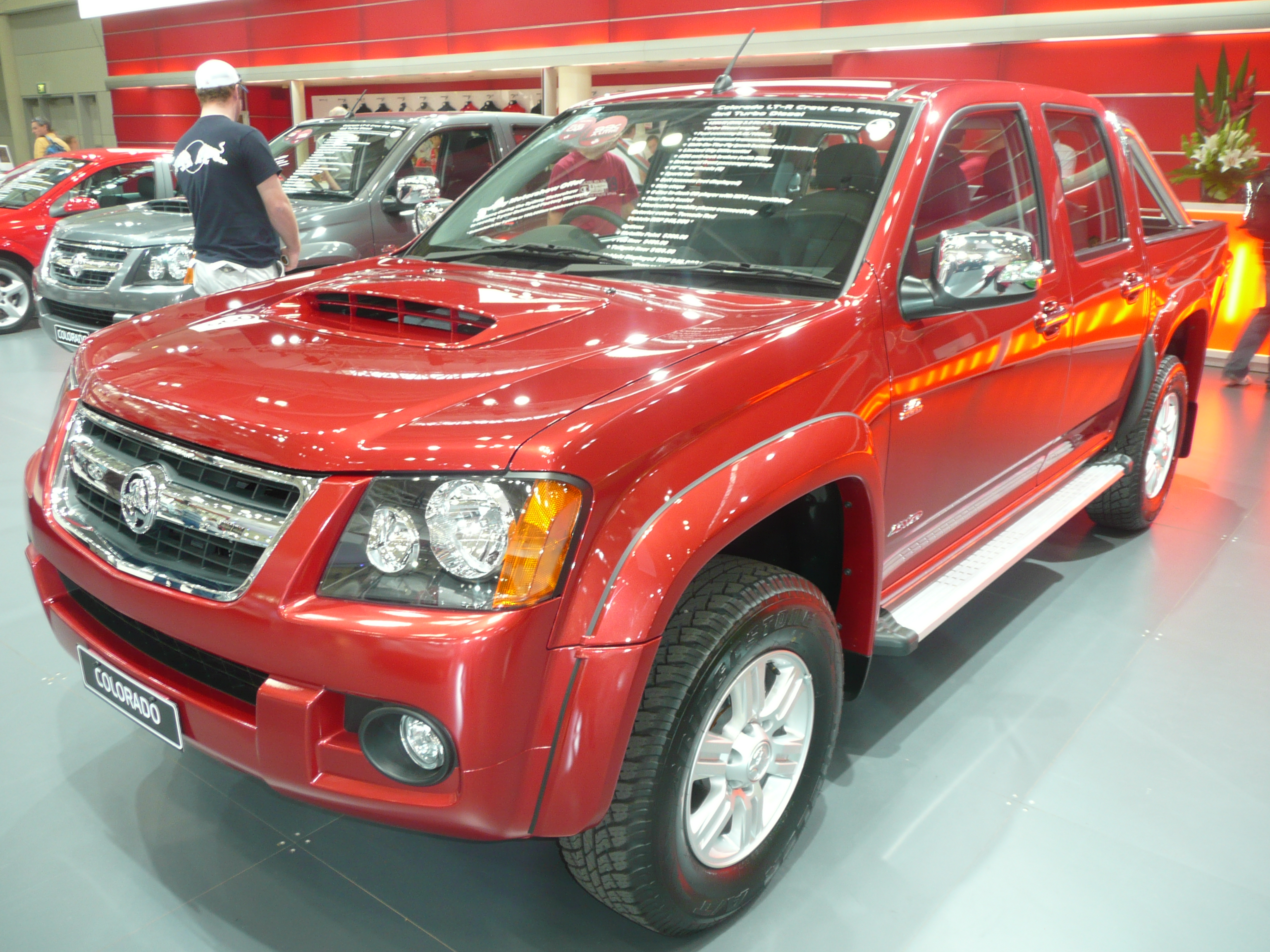
Holden Colorado
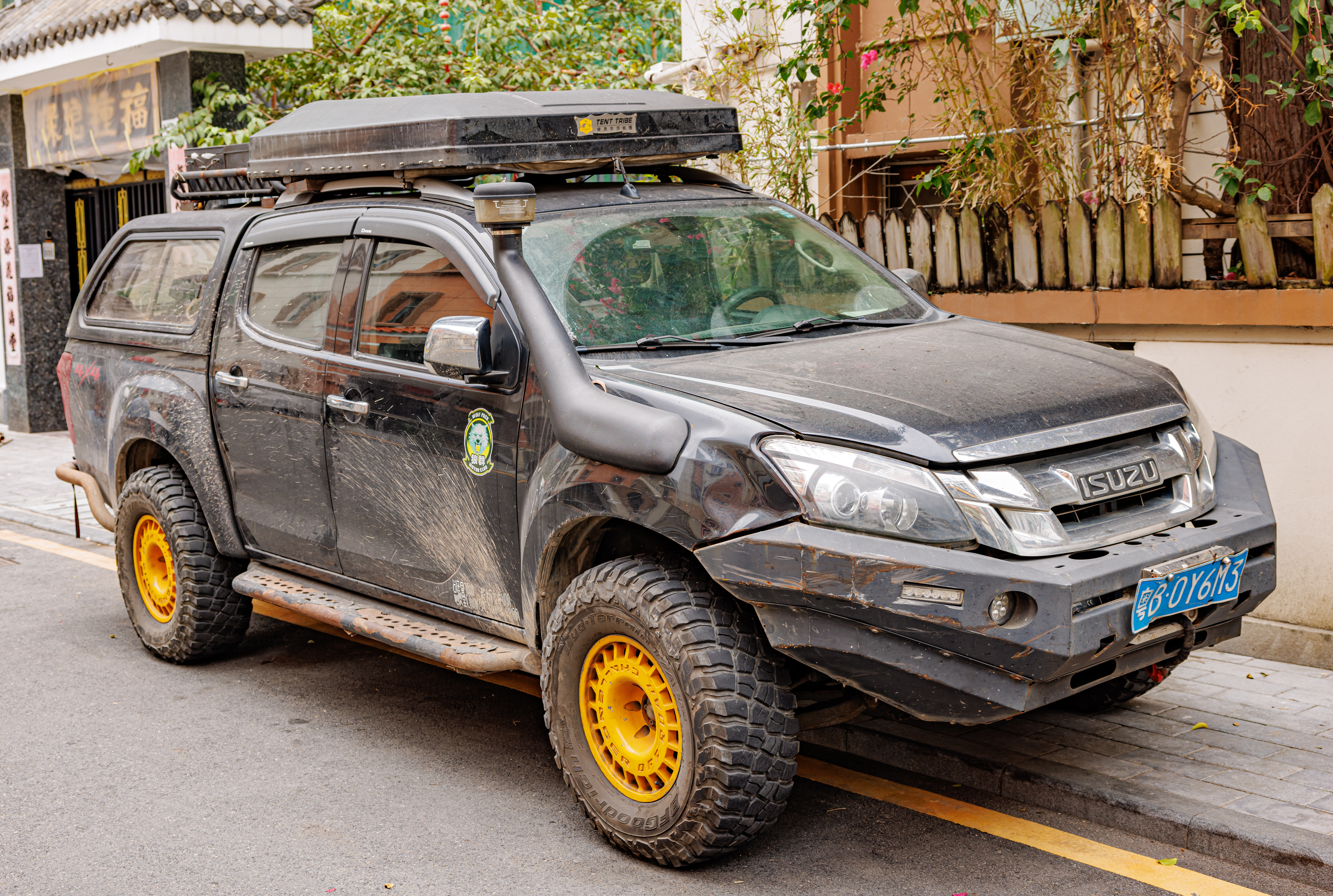
Isuzu D-Max
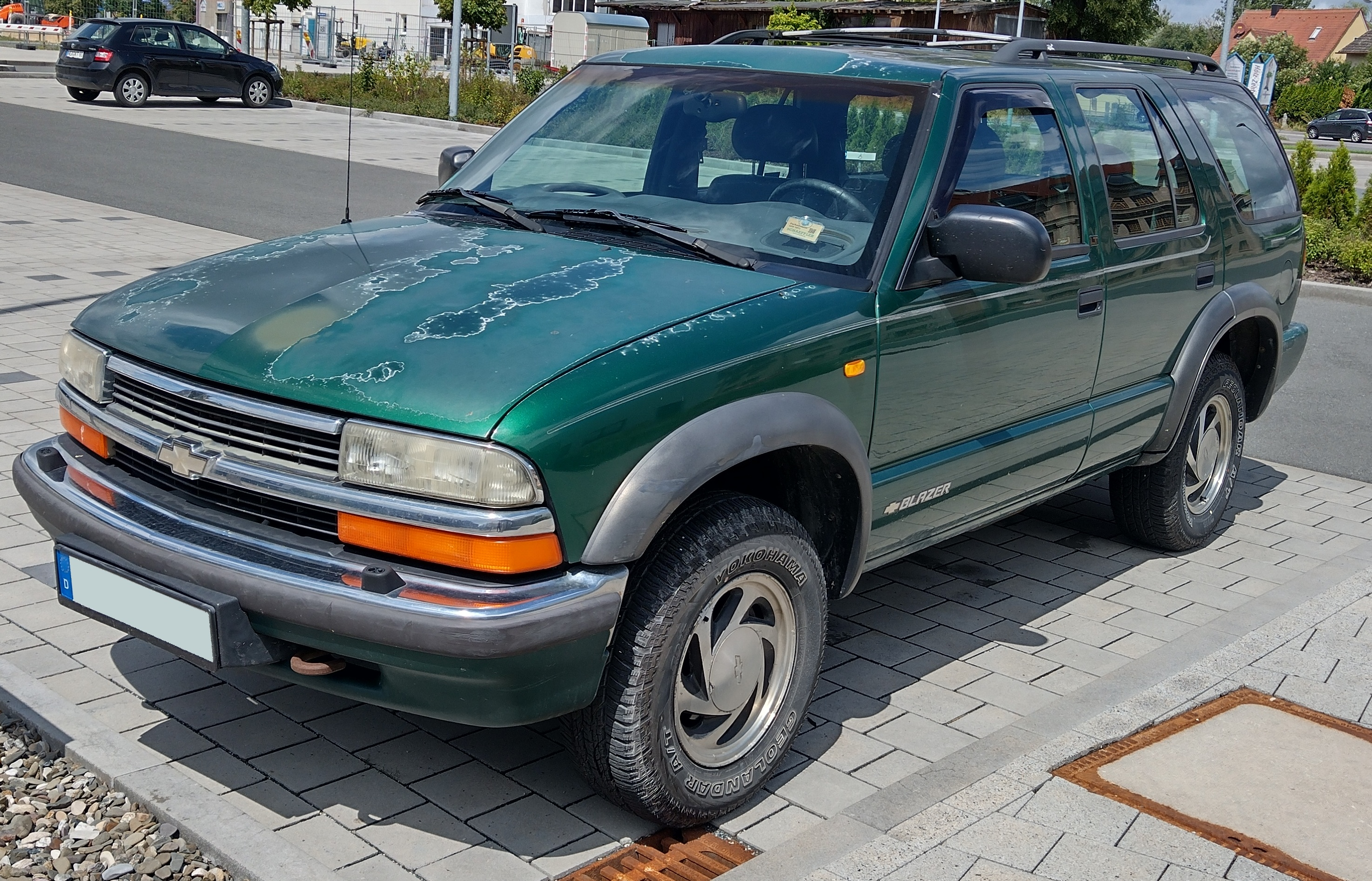
Chevrolet S-10